# Proischnura subfurcata
Proischnura subfurcata är en trollsländeart som först beskrevs av Selys 1876.  Proischnura subfurcata ingår i släktet Proischnura och familjen dammflicksländor. IUCN kategoriserar arten globalt som livskraftig. Inga underarter finns listade i Catalogue of Life.